# Salzburger Schieferalpen
Salzburger Schieferalpen – pasmo górskie w Alpach Wschodnich, zaliczane do Północnych Alp Wapiennych lub do Alp Centralnych (ze względu na budowę geologiczną, niem. der Schiefer – łupek). Leży w Austrii, w kraju związkowym Salzburg (z wyjątkiem małej części, na północ od Schladming, leżącej w Styrii).
Pasmo sąsiaduje z: Alpami Kitzbühelskimi na zachodzie, Alpami Berchtesgadeńskimi i Tennengebirge na północy, Dachsteinem na północnym wschodzie, Schladminger Tauern na południowym wschodzie, Radstädter Tauern, Ankogelgruppe i Goldberggruppe na południu oraz Glocknergruppe na południowym zachodzie.

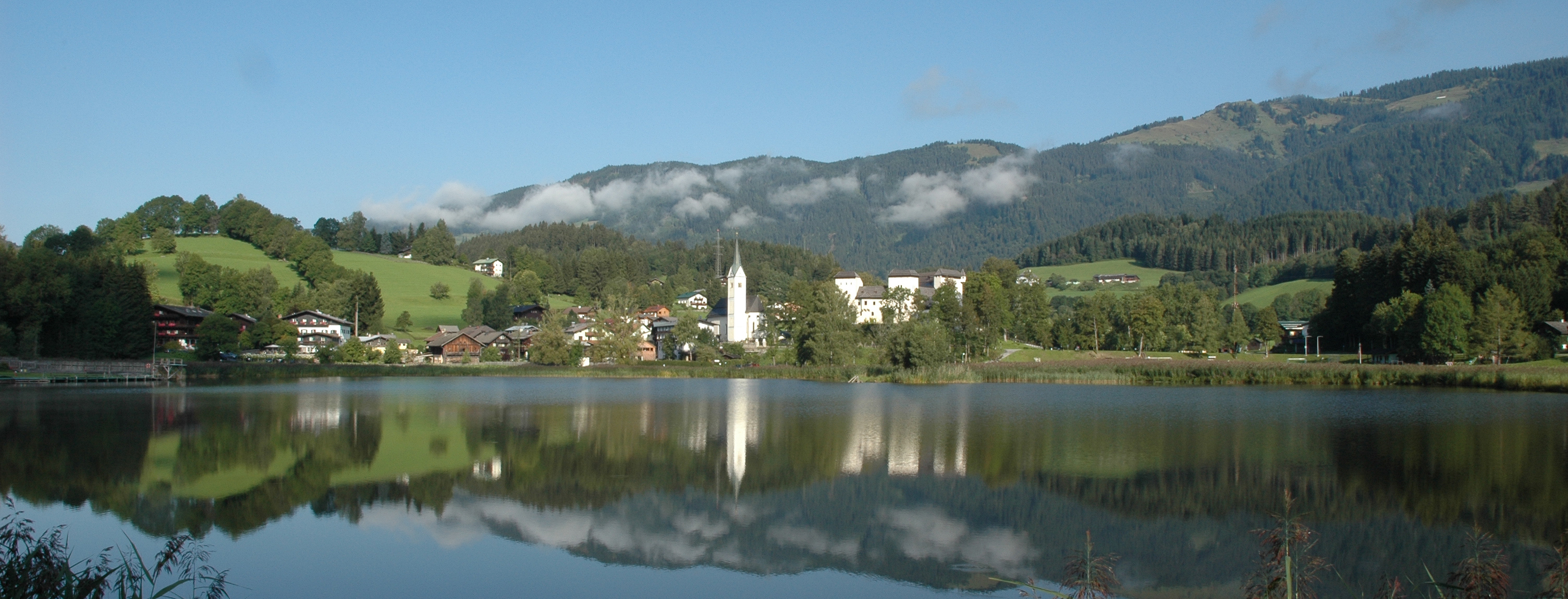
Goldegg im Pongau